# Ljubomir
Ljubomir je moško osebno ime.

## Izvor imena
Ime Ljubomir je slovansko ime zloženo iz besed ljub in mir. Ljubomir bi bil torej prvotno »tisti, ki mu je ljub mir«. Skrajšana oblika iz imena Ljubomir je Ljubo.

## Različice imena
- moške oblike imena: glej Ljubo
- ženske oblike imena: glej Ljuba

## Pogostost imena
Po podatkih Statističnega urada Republike Slovenije je bilo na dan 31. decembra 2007 v Sloveniji število moških oseb z imenom Ljubomir: 628.

## Osebni praznik
V koledarju je ime Ljubomir skupaj z imenom Ljubo.